# Az első (film)
Az első 1944-ben bemutatott fekete-fehér magyar filmdráma, amely Kerecsendi Kiss Márton Az első című 1943 novemberében bemutatott színdarabja alapján készült. A játékfilmet Cserépy László rendezte, a főszerepben Szeleczky Zita, Páger Antal, Kiss Ilona és Rajczy Lajos játszik.
Az alkotás a Magyar Filmiroda Rt. (MAFI) műtermében és laboratóriumában készült el a hangmérnökként közreműködő Pulváry Károly által kifejlesztett Pulváry-hangrendszer segítségével. Az 1944 júliusa és augusztusa között gyártott filmdráma bemutatójára 1944. október 1-jén került sor Budapesten. A film egy gyerek születéséért életveszélyes műtétre kényszerülő meddő asszony drámáját dolgozza fel.
Az első számít az utoljára bemutatott, Magyarországon készült játékfilmnek, amiben a Szabó feleségét alakító Szeleczky Zita 1945-ben bekövetkezett emigrációja előtt szerepet vállalt. A filmet a szociális mondanivalójú filmkészítés első magyarországi képviselőinek egyikeként tartják számon, emellett az 1945 előtti magyar filmgyártás egyik legutolsó darabjának számít. Az alkotás bemutatását követően rendkívüli sikereket ért el.

## Szereplők
- Szeleczky Zita – Lidi, Szabó felesége
- Páger Antal – Balog István, halászmester
- Kiss Ilona – Piroska, leányanya
- Rajczy Lajos – Szabó Imre, asztalosmester
- Vaszary Piri – Lidi anyja[m 3]
- Halász Géza – fiatalúr, földbirtokos
- Romváry Gertrúd – Teri, szobalány[m 4]
- Simon Marcsa[m 5]
- Bánky Róbert[m 6]
- Bánky Elemér[m 7]
- Bodnár Jenő[m 8]
- Danis Jenő – Józsi bácsi[m 9]
- Gárday Lajos – Jani bácsi[m 10]
- Hidassy Sándor[m 11]
- Ihász Aladár[m 12]
- Laurisin Lajos[m 13]
- Makláry Zoltán – Vajek úr, asztalossegéd[m 14]

## Cselekménye
A vidéki asztalosmesterként dolgozó Szabó Imre (Rajczy Lajos) minden vágya egy utód, azonban fiatal feleségének, Lidinek (Szeleczky Zita) ennek ellenére sem lehet gyereke, meddőségén legfeljebb egy életveszéllyel járó operáció segíthetne. Közben megérkezik a faluba Piroska (Kiss Ilona), a fiatal summáslány, aki az asztalos egykori szeretője volt, és a férfi tudta nélkül megszülte gyermeküket, akit magával hoz. Lidi, aki még mit sem sejt a korábban történtekről, meghívja az otthonába Piroskát és gyermekét, majd örömmel felajánlja, hogy vigyáz a kisdedre, mialatt anyja dolgozik.
A szemrevaló leányanya, Piroska egyaránt megtetszik a fiatal földbirtokosnak (Halász Géza) és Balog Istvánnak (Páger Antal), a sokgyermekes halászmesternek, valamint újra föllobbantja az asztalosmester szenvedélyét is. A féltékenységtől felháborodott fiatalasszony, Lidi – miután megtudja, hogy az ő férje Piroska gyermekének édesapja – azonnal rászánja magát a veszélyes operációra. Ezalatt az asztalosmesterben felébred a lelkiismeret-furdalás, amelynek köszönhetően berohan a kórházba, így az utolsó pillanatban sikerül megakadályoznia a végzetes műtétet. Piroska félreáll Szabó és felesége útjából, gyermekét a házaspár gondjaira bízza, majd hozzámegy a halászmesterhez.